# 埃利奥特·邦尼
埃利奥特·邦尼（英語：Elliot Bunney，1966年12月11日—），英国男子田径运动员，主攻短跑。他曾代表英国参加1988年夏季奥林匹克运动会田径比赛，获得男子4×100米接力银牌。